# Rocca dei Tempesta
La Rocca dei Tempesta è un castello situato a Noale, nella città metropolitana di Venezia.
La rocca si presume risalga al XII secolo e fu residenza dei Tempesta, Signori di Noale. Fu utilizzata per scopi militari fino al XV secolo, per poi divenire sede del Podestà sino al definitivo abbandono nel Settecento: da allora molte parti dell'ormai cadente struttura vennero deliberatamente demolite per ricavarne materiali da costruzione "a beneficio della comunità". Nei secoli XIX e XX fu usata come cimitero della città.
La fortificazione medievale, di cui oggi rimangono solo gli imponenti ruderi circondati dal fossato e dalle acque del fiume Marzenego, è stata ristrutturata ed è visitabile in occasione di visite guidate o manifestazioni.

## Storia

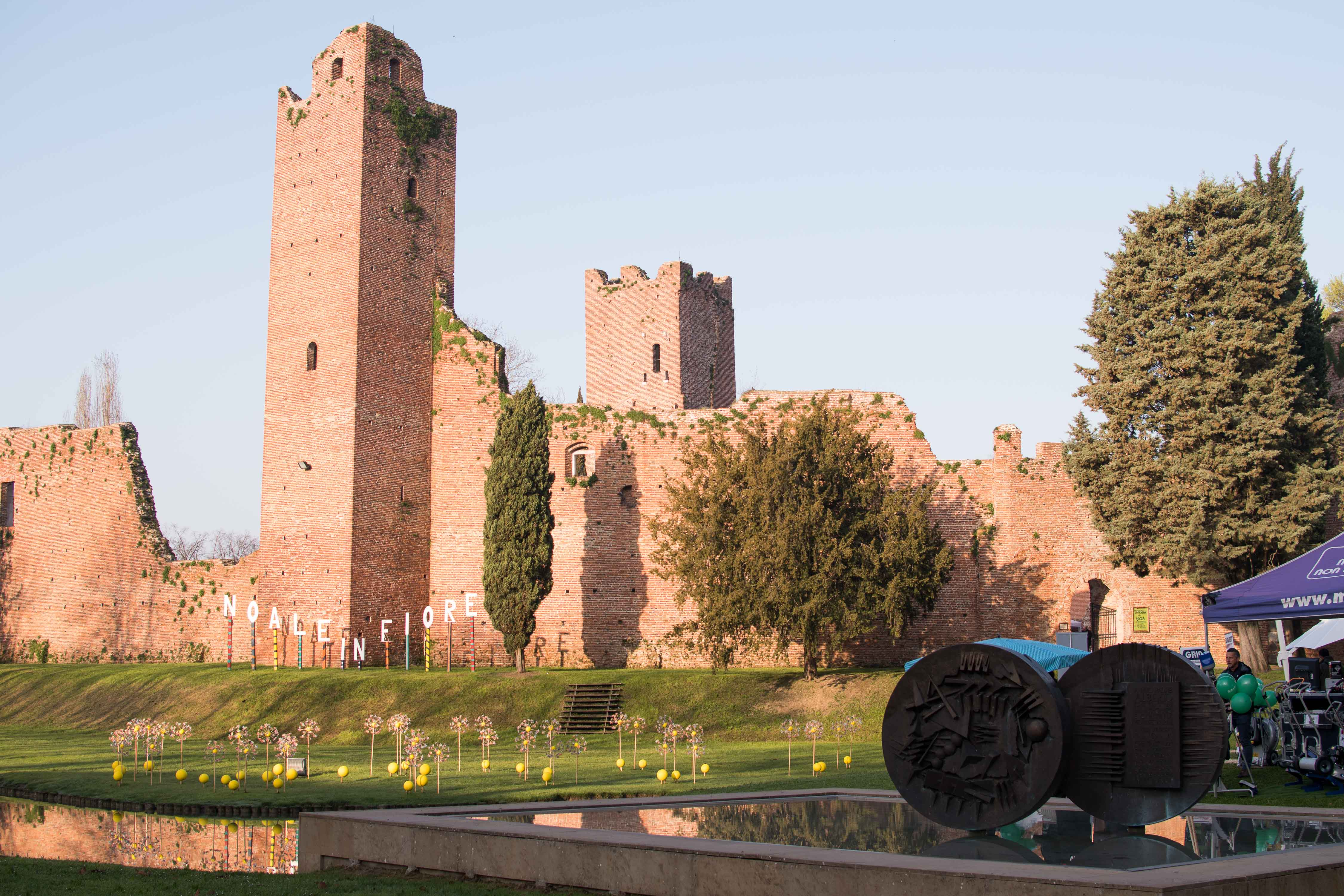
Rocca dei Tempesta nel 2018

La rocca di Noale venne costruita da Ezzelino III da Romano nel 1245 e completato nel 1272 dai Tempesta, signori feudali di Noale.
Nel 1339, dopo la sottomissione di Padova alla Repubblica di Venezia, la rocca fu sede degli amministratori veneziani e delle loro truppe. Dal 1378 al 1381 fu oggetto di grandi assedi e dalle guarnigioni di soldati inviati da Venezia, venendo poi espugnata dai padovani guidati dai Carraresi. Pochi anni dopo, la rocca venne di nuovo riconquistata da Venezia, che provvedette ai restauri. A partire dal XV secolo tuttavia, a seguito dell'introduzione della polvere da sparo, la struttura si rivelò antiquata ed inadeguata alle nuove tecniche militari basate sul massiccio uso delle armi da fuoco. Nel 1763 venne poi definitivamente abbandonata dai governanti veneziani, che si trasferirono nel Palazzo della Loggia e altri edifici del centro storico; nel secolo successivo la rocca andò così sempre più in rovina, con la sottrazione e riciclo dei materiali da costruzione.
Dopo la dominazione napoleonica, nel 1819 la rocca venne adibita a cimitero, rimanendo tale fino al 1983, quando l'amministrazione comunale decise finalmente di realizzare il nuovo cimitero comunale. Le ultime salme sepolte nella rocca furono riesumate nel 1996.
In seguito, la grande fortificazione di Noale è stata recuperata, con il restauro dei ruderi delle mura, e valorizzata con numerose manifestazioni culturali e folkloristiche organizzate annualmente, tra cui la rievocazione storica durante il palio di Noale e il grande panevin di inizio anno.

## Architettura

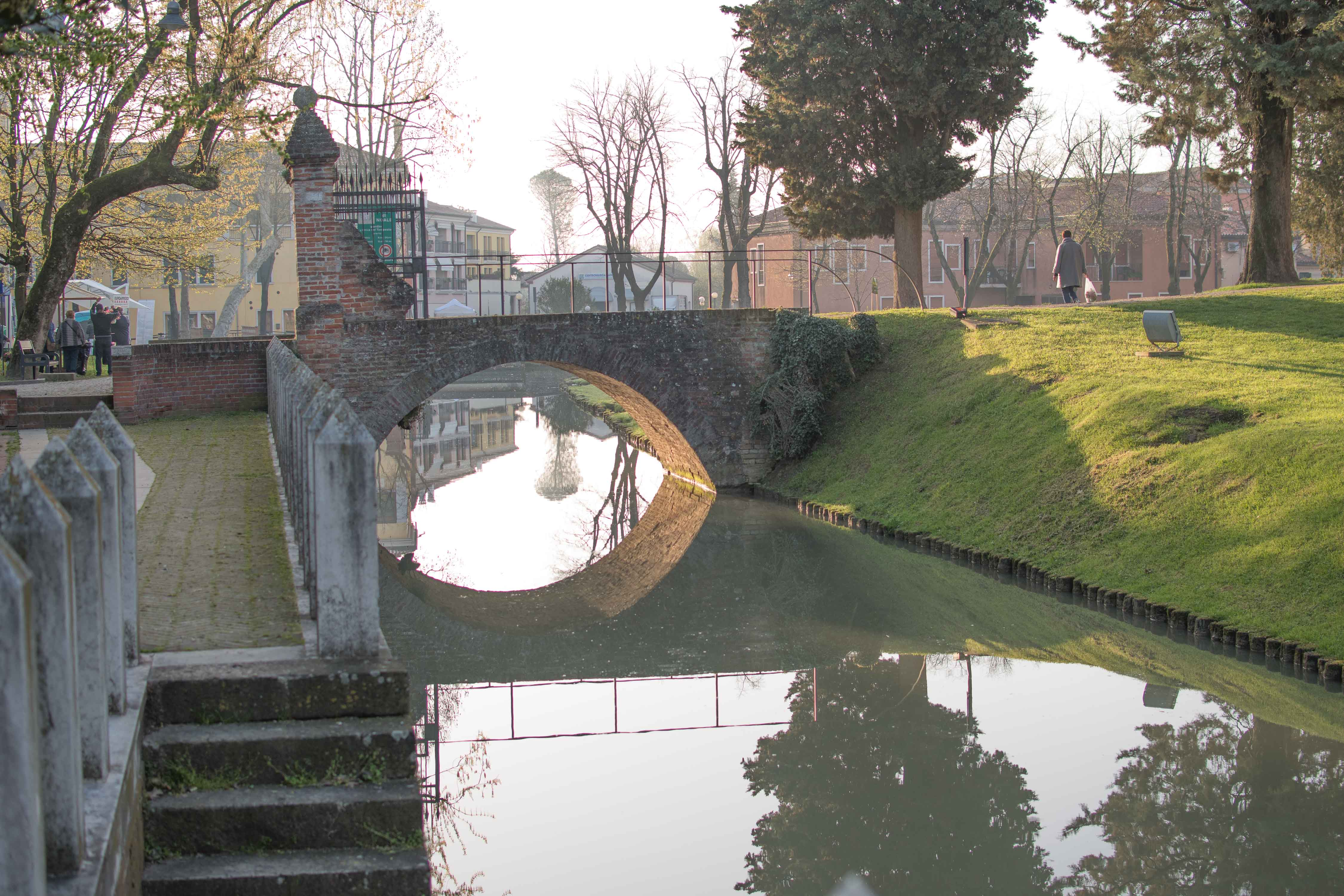
Ingresso all'area della rocca

Il perimetro della fortificazione era difeso da diverse torri (di cui ne sono rimaste tre) e dal mastio posto sul lato settentrionale. L'assenza di caditoie nelle torri fa supporre che l'epoca della loro costruzione sia antecedente al 1250.
Dentro al castello vi erano la residenza dei Signori, la guarnigione dei soldati da difesa, un'armeria, le stanze per gli ospiti, una piccola chiesa, le cucine,  le stalle, le prigioni e i magazzini.
La rocca, che ha una superficie di circa 2.400 m², è situata su un'isola artificiale, circondata dalle acque del fiume Marzenego, all'interno di un parco urbano.